# Michel Bampély
Michel Bampély (né Michel Obouronanga le 8 octobre 1974 à Kiev)est un artiste, parolier, producteur, à la fois enseignant, sociologue et poète français.
Professeur de lettres modernes, Il est également titulaire d'un doctorat en sociologie de l'art et de la culture au Centre de recherche des arts et du langage (CRAL) de l'École des hautes études en sciences sociales (EHESS). Ses recherches interdisciplinaires portent sur les cultures urbaines, les pratiques artistiques et les industries culturelles. Ses travaux s'axent également sur l'histoire de l'Afrique contemporaine et sa diaspora.
Il cosigne en 2007 les paroles du titre Demain t'appartient sur le 14e album Jah Victory, du chanteur de reggae ivoirien Alpha Blondy.
En 2011, il sort chez Believe son premier album solo Les Rillettes du Mans en hommage à sa ville d'adoption, après avoir participé à des tournois de slam en France.
En 2023, il publie l'album Grand Enfant (Afro-jazz vol.1) sous ses labels Tonton Max / Urban Music Tour en distribution chez Universal Music Africa. Les Infinis (Soul Jazz Poetry), mixtape sortie en mai 2025 prolonge cette démarche artistique.

## Biographie

### Origines familiales

#### Lignée maternelle

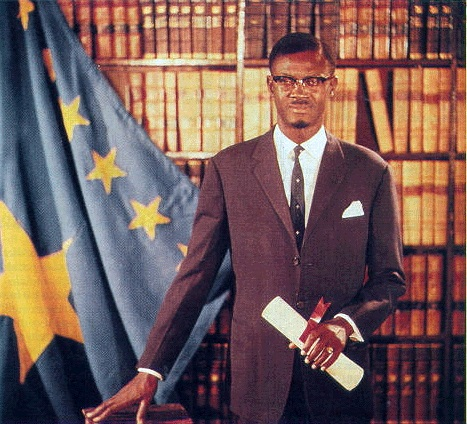
Patrice Lumumba,
Premier ministre de la République démocratique du Congo (de 1960 à 1964) dont Michel Mongali fut l'un des proches conseillers.

Son aïeule du côté maternel, Ngankabe, surnommée la « reine des Baboma », était une personnalité marquante dans le fief du Congo au XIXe siècle. Elle était à la fois une commerçante d'ivoire et une entrepreneure influente au sein de la communauté des Banunu de Mushie. Moba, le petit-fils de Ngankabe devint, selon le récit historique de l'explorateur britannique Henri Morton Stanley, l'un des grands chefs coutumiers des Banunu, réunissant à la fois le pouvoir territorial, le pouvoir politique et le pouvoir magique. Michel Bampély tire ses origines d'une famille qui a également joué aux côtés de Patrice Lumumba et Joseph Kasa-Vubu, un rôle crucial dans le mouvement pour l'indépendance de la République démocratique du Congo. Son grand-père Michel Bampéli Mongali était député sous la première législature du Congo-Kinshasa, puis ministre de la jeunesse et des sports du gouvernement Adoula en 1961.
Son oncle Maxime Mongali était dans les années 1970-1980, l'un des principaux artisans de la rumba congolaise et écrivait notamment des chansons pour des artistes tels que le Zaïko langa langa, le TP Ok Jazz, Tabu Ley Rochereau, Mbilia Bel, Papa Wemba ou le jeune Kofi Olomide,.

#### Lignée paternelle
Du côté paternel, sa famille, originaire du Congo-Brazzaville, était composée de personnes de condition sociale plus modeste et rurale, vivant principalement du commerce de l'élevage, de l'agriculture et de la pêche.

### Jeunesse et études (1974-1999)

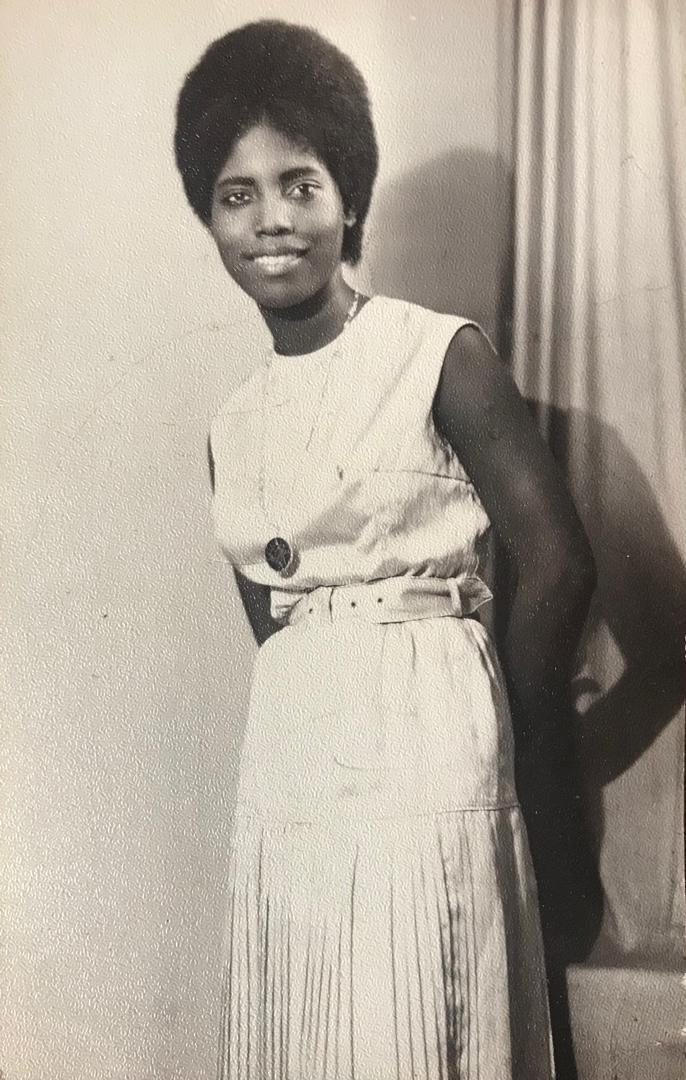
Marguerite Rosalie Bazéré Mongali (1947-1989), mère de Michel Bampély et sœur cadette de Maxime Mongali.

#### Enfance
Michel Bampély est né le 8 octobre 1974 à Kiev en Ukraine. Ses parents poursuivaient leurs études à Moscou, à l'instar de dizaines de milliers d'étudiants et de militants des mouvements de libération africains, qui choisissaient de se former auprès des Soviétiques. En bas âge, il vit avec sa mère, Rosalie Marguerite Mongali (1947-1989) en Russie, alors qu’elle est étudiante en médecine à l’université Patrice Lumumba. Elle interrompt ses études après avoir obtenu son diplôme d’infirmière, pour émigrer en 1975 avec lui en France et rejoindre le reste de sa famille.
Il a trois frères et deux sœurs éduqués dans la culture chrétienne et la tradition africaine.

#### Formation
En 1983, son grand frère lui transmet la culture hip-hop qu’il découvre à Paris, au théâtre de la Grange-aux-Belles, lors des après-midi animées par Dj Chabin. Michel Bampély suit sa scolarité au collège Bel-Air de Franconville dans lequel sa professeure de français, Charline Wagner, lui enseigne la poésie et la littérature classique. Sa mère décède le 29 décembre 1989 à l’âge de 42 ans des suites d’une maladie cardiovasculaire. Vivant désormais avec sa famille dans un quartier populaire surnommé « Chicago » pour ses faits de violence, Il en apprécie néanmoins son environnement dynamique et cosmopolite.
Afin d'échapper à la petite délinquance, Il se plonge activement dans la pratique de la danse hip hop, du rap, et fréquente les Zulu parties. Ce sont particulièrement les œuvres poétiques de Victor Hugo, la pièce Cyrano de Bergerac d’Edmond Rostand, celle d’Othello de William Shakespeare, les textes d’IAM et d’Mc Solaar qui ont marqué sa jeunesse. Après ses années lycée, il intègre en 1996 l’université Paris-Diderot dans un cursus de lettres puis une licence de psychologie, qu’il abandonne à la cité universitaire d’Antony, en se consacrant à la musique professionnelle. Pour tenir une promesse faite à son père, Il reprend plus tard ses études à la faculté de Nanterre et mène depuis des recherches dans le champ culturel.  

### Carrière musicale (2000-2025)
La fête des fous (2000)

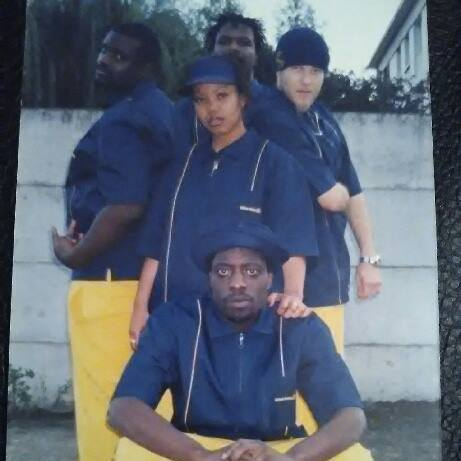
Le groupe La Troupe en 2000 : Michel Bampély, Ruthy Marie-Louise, Didier Clarck (centre) - Ilélé Obouronanga (gauche) - Fabien Coutancier (droite)

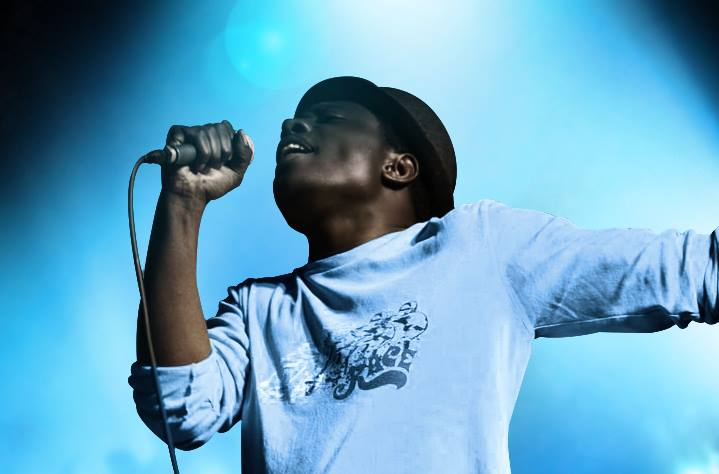
Saint-Michel en prestation slam en 2012

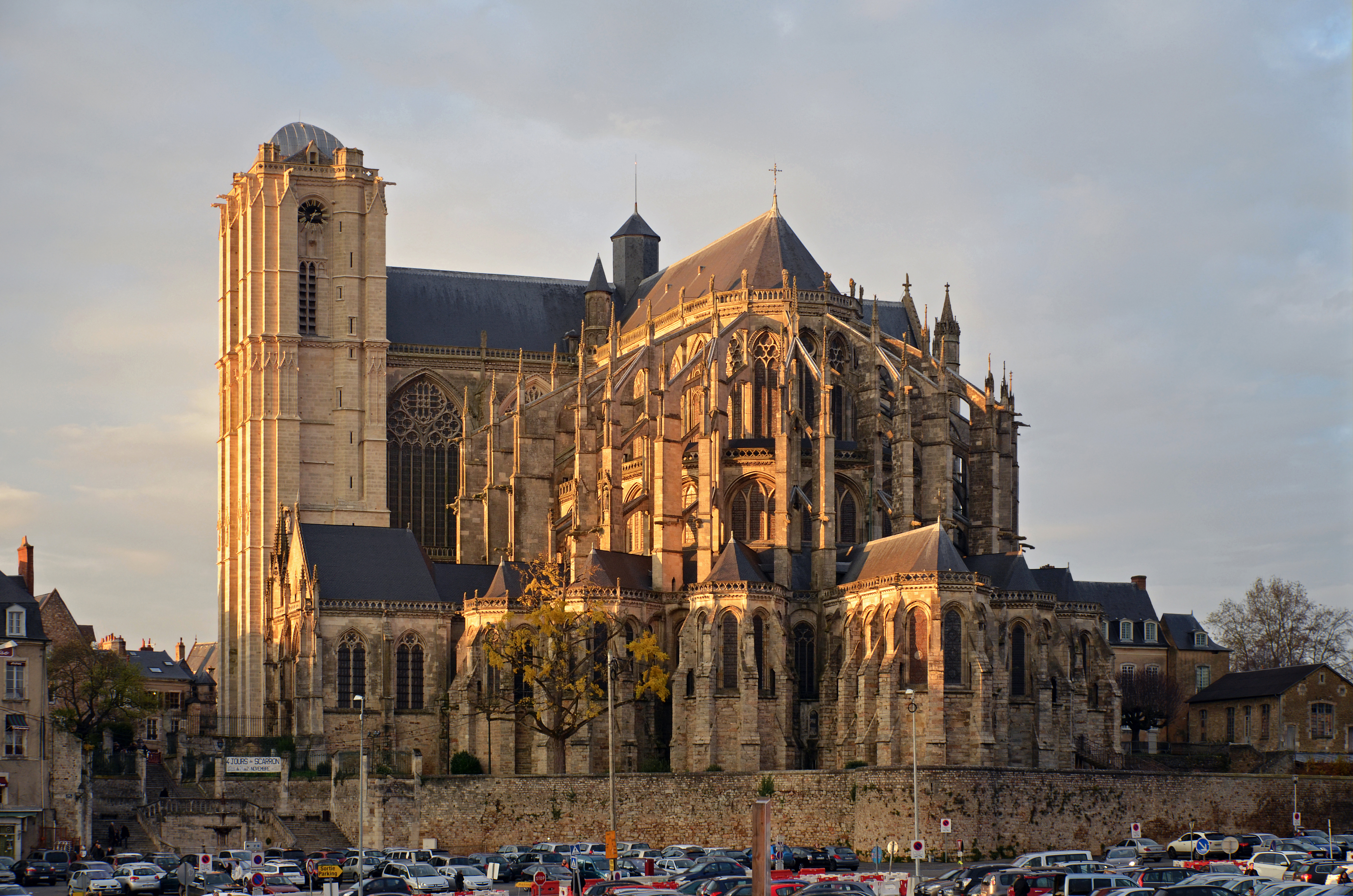
Le Mans - Cathedrale St Julien ext autumn

Michel Bampély forme à la fin des années 1990 son groupe de Miami Bass, un sous-genre de hip-hop, intitulé La Troupe,et rencontre son premier mentor, le producteur Henri Belolo fondateur du label Scorpio Music. Il publie dans le label en 2000 son premier album La fête des fous un disque festif, co-édité et distribué par Universal Music France. Henri Belolo, Ginette Belolo, Arthur Benzaquen, Charly Idounda et d'autres bienfaiteurs ont joué un rôle primordial en apportant un soutien financier à La Troupe, permettant au groupe de bénéficier de conditions optimales pour développer leur musique.

« Niveau financer je suis sec
Et je constate que tous mes sosses aussi sont secs »

— Chicken Boubou, Pas 2 porc.
L'œuvre s'inspire d'une palette musicale influencée par des pionniers américains tels que 2 Live Crew, Luke Skywalker, Digital Underground ou Biz Markie. L'ambiance bon enfant de l'album évoque également des références françaises comme la comédie du Grand Orchestre du Splendid ou les chansons de Bourvil et Boby Lapointe. La Troupe se distingue par son esthétique carnavalesque, mêlant engagement, déguisements et performances virevoltantes, rappelant l'esprit des Village People. Ce projet singulier est porté par une réalisation musicale orchestrée par le musicien Thierry Gronfier.
Il co-écrit notamment en 2007 la chanson Demain t'appartient pour l'artiste de reggae Alpha Blondy sur l'album Jah Victory. Il mène également une carrière de parolier dans le gospel urbain en écrivant pour le chanteur Piero Battery et des artistes issus des milieux protestants français. En 2008, il s'installe au Mans et, sous le nom de scène de Saint-Michel,figure parmi les lauréats du tremplin slam au festival Le Mans Cité Chanson. Il fonde en 2009 avec Virginie Eudes le label associatif Urban Music Tour puis produit des spectacles et manage un catalogue d'artistes.

#### Les Rillettes du Mans (2011)
Le 13 juin 2011, Les Rillettes du Mans marque la sortie du premier album de l'artiste Saint-Michel. Cet album a été réédité en 2025 dans une version enrichie, sous les labels Urban Music Tour et Tonton Max spécialisé dans le jazz, avec une distribution assurée par Believe. Porté par les singles « Je crois » et « Les rillettes du Mans », l’album mêle slam, chanson française et poésie, reflétant l’attachement de l’artiste à la ville du Mans et à ses influences culturelles.
Les Rillettes du Mans se distingue par sa conception en tant que comédie romantique musicale. Cette période a marqué son implication dans la scène locale à travers l’animation d’ateliers d’écriture, l’organisation de concerts et la création de festivals. L’artiste s’entoure de musiciens de jazz, de chanson française et de punk-rock, créant ainsi un univers musical unique. Les textes, initialement déclamés en a cappella lors de performances slam, prennent vie dans cet album à travers des compositions orchestrées.
Le clip du single « Les rillettes du Mans », tourné les 3 et 4 décembre 2011, a été réalisé par Didier Clarck, Christian Kileba et Rousslan Dion du Collectif Fish High. Sous les conseils du maire de l'époque, Jean-Claude Boulard, Michel Bampély met en valeur des lieux emblématiques de la ville du Mans, notamment la Cité Plantagenêt (Le Vieux Mans), l’Arche de la Nature et le musée de la rillette à Sceaux-sur-Huisne. France Info écrit à ce sujet que : «Jacques Brel apportait des bonbons à sa dulcinée, Saint-Michel apporte un pot de rillettes. Avec humour et un sens du verbe indéniable, Saint-Michel a composé une jolie ritournelle à la gloire des bonnes choses au goût authentique. Le clip est joliment réalisé. Il commence à faire son chemin sur les plateformes vidéo et les réseaux sociaux».

#### Grand Enfant (Afro-Jazz vol.1) (2023)
Il signe en septembre 2022 chez Universal Music Africa via leur filiale Virgin Music Africa. Il écrit et produit notamment des chansons pour des artistes de rap, de jazz et de musiques africaines,.
Le 26 mai 2023, il publie l'EP Grand Enfant (Afro-jazz vol.1) sous son nom d'artiste Saint-Michel, qui mélange le jazz et l'héritage africain. Le disque est réalisé par Tiery-F, pianiste, percussionniste, réalisateur et artiste éclectique. Cet opus de 18 minutes aborde thèmes universels liés aux résistances africaines et aux mouvements de libération des peuples noirs. L'œuvre est décrite comme artistiquement engagée, avec des mélodies nostalgiques et des sonorités mélangeant l'afrobeat et le jazz. Ce projet marque le retour musical de Michel Bampély en hommage à son oncle Maxime Mongali (Idi Mane) qu'on appelait « Le vieux Pop »,. La critique souligne la singularité de son style d'expression, qui combine diverses influences et techniques.

« À travers ses œuvres, il transcende les frontières artistiques, offrant une perspective sur l’intersection entre la musique, la sociologie et l’histoire africaine, façonnant ainsi son rôle en tant que figure engagée, inspirant tant par sa créativité musicale que par ses travaux universitaires. »

— La Rédaction, Afrik.com .

#### Femme Bantoue (Afro-Jazz vol.1) (2024)
La version augmentée de l'album Femme Bantoue (Afro-jazz vol.1) de Saint-Michel, sortie le 10 juin 2024, offre une extension du contenu de son précédent EP Grand Enfant. Les chansons de l'album incluent Les migrants ne savent pas nager, chanson inspirée, par le documentaire éponyme de Jean-Paul Mari et Franck Dhelens, qui traite de la lutte et du sauvetage des migrants en mer par l'Aquarius de SOS Méditerranée. Le titre Le Royaume d’Asperger met en lumière la créativité des enfants atteints du syndrome d'Asperger dans des domaines de l'art comme la musique, la peinture ou la sculpture.

Albums principaux de Michel Bampély
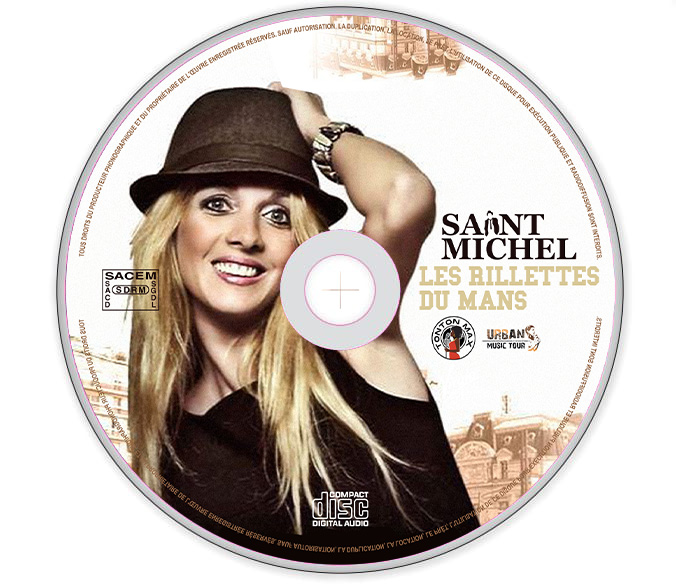
Les Rillettes du Mans (2011) .
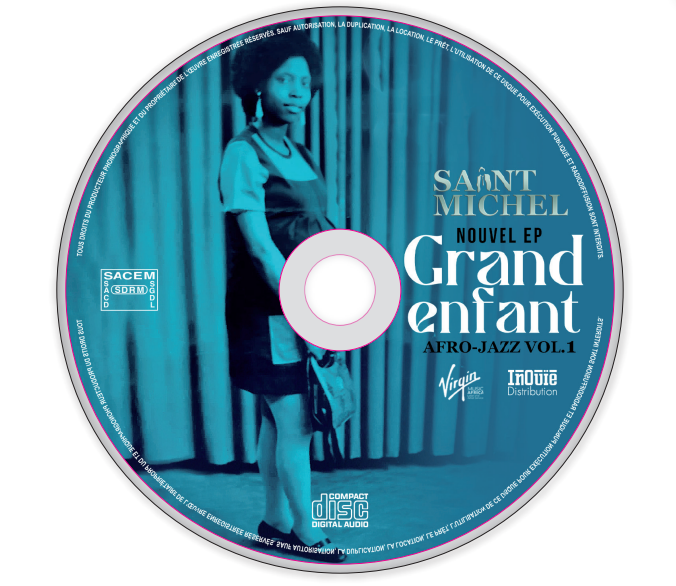
Grand Enfant (Afro-Jazz vol.1) (2023)

#### Les Infinis (Soul-Jazz Poetry) (2025)
Les Infinis est une mixtape sortie le 16 mai 2025 sous le label Tonton Max. Composé de huit titres inédits, l’album prolonge l’exploration musicale amorcée avec Femme Bantoue (2024), en fusionnant jazz, soul, gospel et hip-hop. S’inspirant des traditions de la musique afro-américaine, Saint Michel y construit un univers sonore organique et épuré, marqué par l’influence d’artistes comme les Last Poets, Marvin Gaye ou Gil Scott-Heron.
Affinée lors de tournois de slam en France, la plume poétique de Saint Michel s’inscrit dans une tradition où se rencontrent le sacré et le profane, mêlant l’émotion du gospel, les élans sensuels de la soul et les accents contestataires du jazz.

## Analyse de l'oeuvre

### Travaux sur les cultures urbaines (2013-2025)

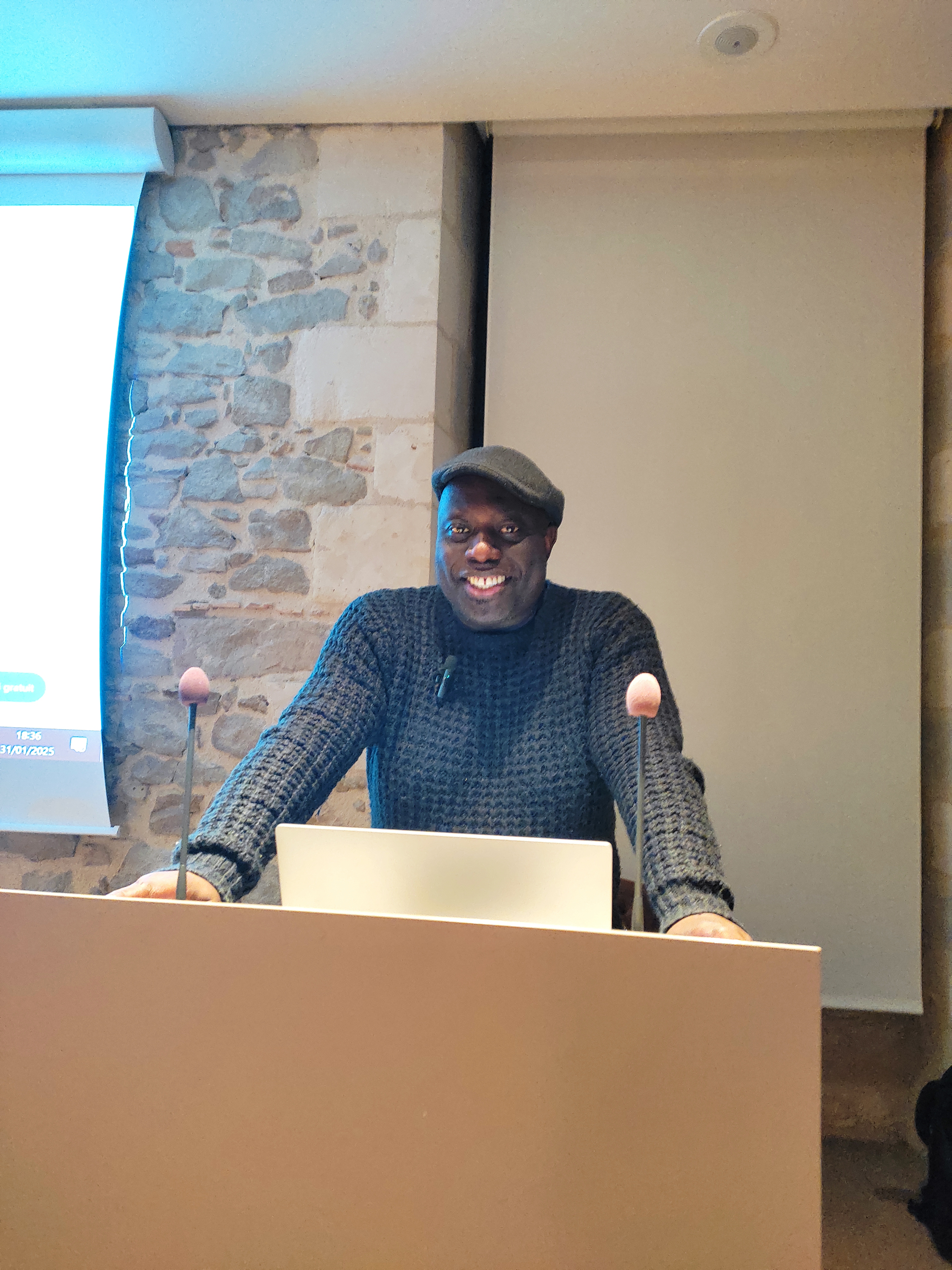
Michel Bampély en conférence au Cercle Montesquieu en janvier 2025

Titulaire du master 2 en conduite de projets culturels de l'Université Paris-Nanterre, Michel Bampély intègre en 2013 l'École des hautes études en sciences sociales (EHESS) et soutient le 13 mai 2022, une thèse de doctorat dont le titre est Sociologie des cultures urbaines sous la direction du sociologue Jean-Louis Fabiani. Rattaché au Centre de recherche des arts et du langage (CRAL), ses travaux universitaires portent sur l'histoire sociale et politique de la culture hip-hop et notamment sa prise en charge par les organes de pouvoir médiatiques, industriels et institutionnels. Il a reporté sur son blog Humeurs Noires hébergé par le journal Libération des extraits de ses entretiens sociologiques avec des acteurs culturels comme Olivier Cachin, Kohndo, Lean Chihiro ou les anciens ministres de la culture Jack Lang et Renaud Donnedieu de Vabres.

« La France est l’une des premières nations à s’être approprié la culture hip hop américaine. Ce sont les relations entre les pionniers de Paris et New York au début des années 1980 qui ont facilité les échanges culturels. »

— Michel Bampély, Atlantico .

#### Travaux sur l'histoire de l'Afrique contemporaine

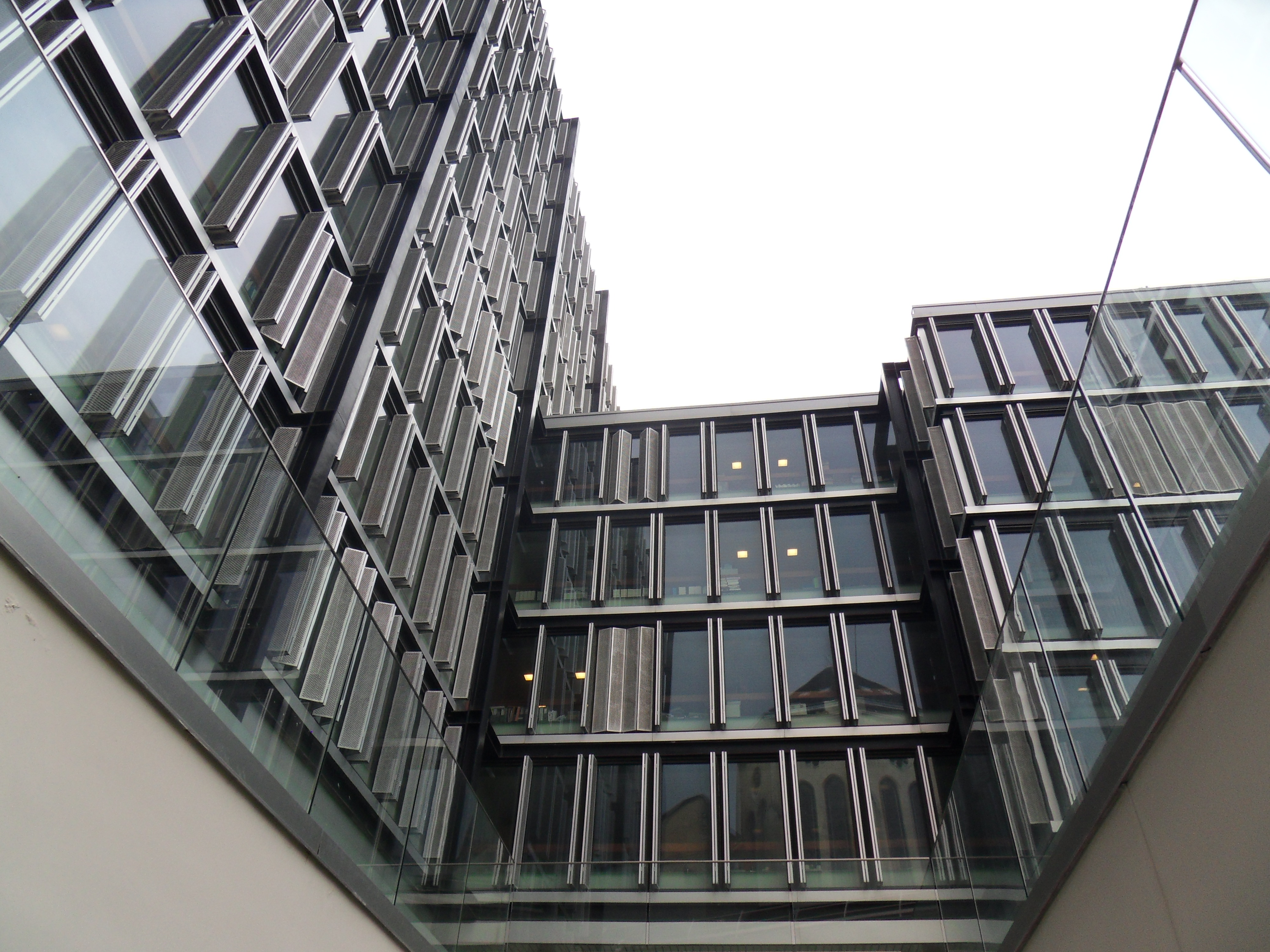
Bâtiment de l'EHESS au Boulevard Raspail

Michel Bampély est l’auteur de nombreux articles consacrés à l’histoire sociale, politique et culturelle de l’Afrique contemporaine, avec une attention particulière portée aux récits minorés, aux esthétiques de résistance et aux circulations diasporiques. Il a notamment analysé les documentaires Révolutionnaire(s) (2021) de Hassim Tall Boukambou et le film La Maquisarde (2020) de Nora Hamdi, qu’il lit respectivement comme une fresque militante congolaise et une relecture féministe des luttes algériennes,.
Ses travaux mobilisent des méthodes issues de la sociologie, de l’histoire orale et de l’analyse filmique, afin d’éclairer les tensions entre mémoire populaire et récit d’État. Il a également contribué au dossier En Afrique, l’ordre constitutionnel en questions (2025), publié par la revue Afrique Contemporaine, qui examine les usages, les crises et les réinventions de la légalité républicaine sur le continent. Depuis 2015, il anime des ateliers sur les écritures dissidentes, les cultures politiques et les formes alternatives de transmission.

## Interventions médiatiques
Il intervient régulièrement au sein de la sphère médiatique en qualité de spécialiste des pratiques artistiques et des industries culturelles dans des journaux comme Libération, L'Obs ou Atlantico. Ses analyses sur l'actualité culturelle sont parfois reprises par des médias nationaux et internationaux tels que La Libre Belgique, Télérama, Jeune Afrique, le journal grec Lifo ou par la presse spécialisée. En 2018, il livre pour la presse son analyse sur le succès au box office, la représentation des cultures africaines et afro-américaines du film Black Panther de Ryan Coogler :

« Le radicalisme de Malcom X, l'universalisme de Martin Luther King, le panafricanisme de Marcus Garvey, l'afrofuturisme de Mark Dery tissent les toiles de fond de ce blockbuster avant-gardiste, coloré et cultivé. »

— Michel Bampély, Libération .
Le 17 mai 2025, à l'annonce du décès du rappeur français Werenoi, Michel Bampély, ainsi que de nombreuses personnalités de l'art et de la culture, lui ont rendu hommage comme Aya Nakamura, Gims, Kaaris, Jul, SCH, Pascal Obispo, ou encore la ministre Rachida Dati,,,.

## Professorat

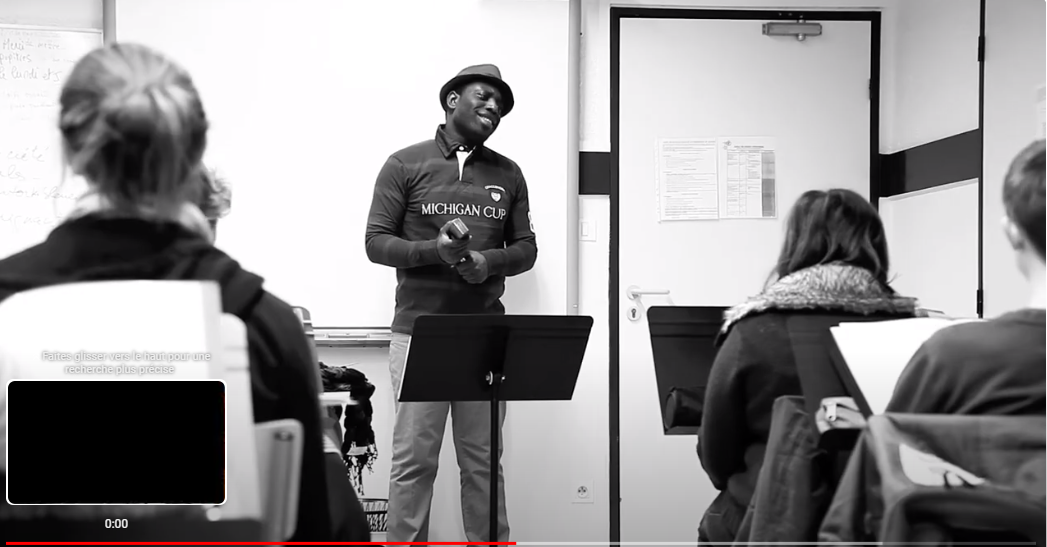
Saint-Michel en atelier d'écriture de slam-poésie en 2013

En parallèle à ses enquêtes de terrain, il enseigne les lettres modernes, anime des conférences et des ateliers d'écriture de slam-poésie.

## Vie publique
Lors des élections législatives de 2024, Michel Bampély cosigne une tribune avec 4000 autres scientifiques pour appeler à contrer le Rassemblement National (RN) et dénoncer les discours contre le Nouveau Front Populaire (NFP). Ils ont averti que l'extrême droite menaçait la recherche, l'enseignement, et les politiques écologiques. Rédigée par le collectif Scientifiques en Rébellion, cette tribune publiée par le Nouvel Obs a appelé à défendre des valeurs humanistes et démocratiques,.

## Vie privée
Il se marie en 2022 avec l'artiste et poétesse Mademoiselle Éférie. Le couple apparait notamment en duo sur la chanson intitulée Le Bal Blomet. Ensemble ils ont deux enfants,.

## Publications

### Ouvrages
- 1999 : La fête des fous, chansons pour voix et piano. Ouvrage collectif. Editions Scorpio Music 1999
- 2016 : Chansons et costumes à la mode juridique et française. Actes du Colloque du Mans, 3 avril 2015, éditions L'Épitoge. Ouvrage collectif dirigé par les professeurs Hoepffner et Touzeil-Di
- 2025 : En Afrique, l'ordre constitutionnel en questions. Ouvrage collectif, éditions Afrique Contemporaine. Dossier

### Articles
- 2025 : Michel Bampély, « Bonacci Giulia, Delmas Adrien, Argyriadis Kali, Cuba and Africa, 1959–1994: Writing an Alternative Atlantic History, Wits University Press, 2020 », Afrique contemporaine, 2 | 2024, n°278 (mis en ligne le 24 janvier 2025, consulté le 25 janvier 2025 ; DOI)

## Discographie

### Œuvres et collaborations musicales

#### Galerie

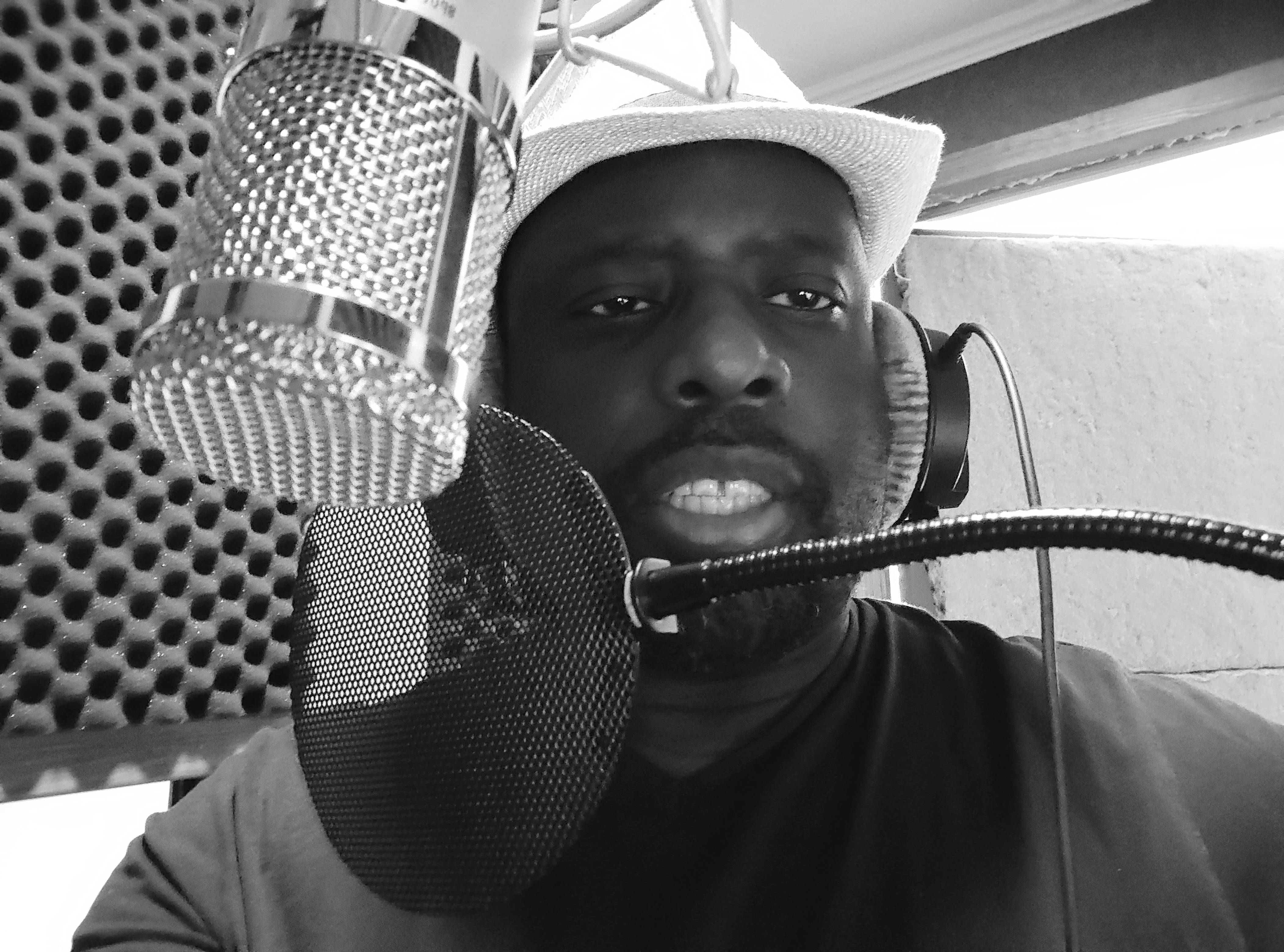
Michel Bampély
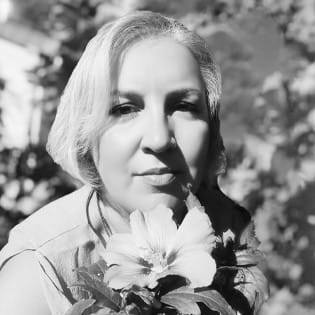
Mademoiselle Éférie
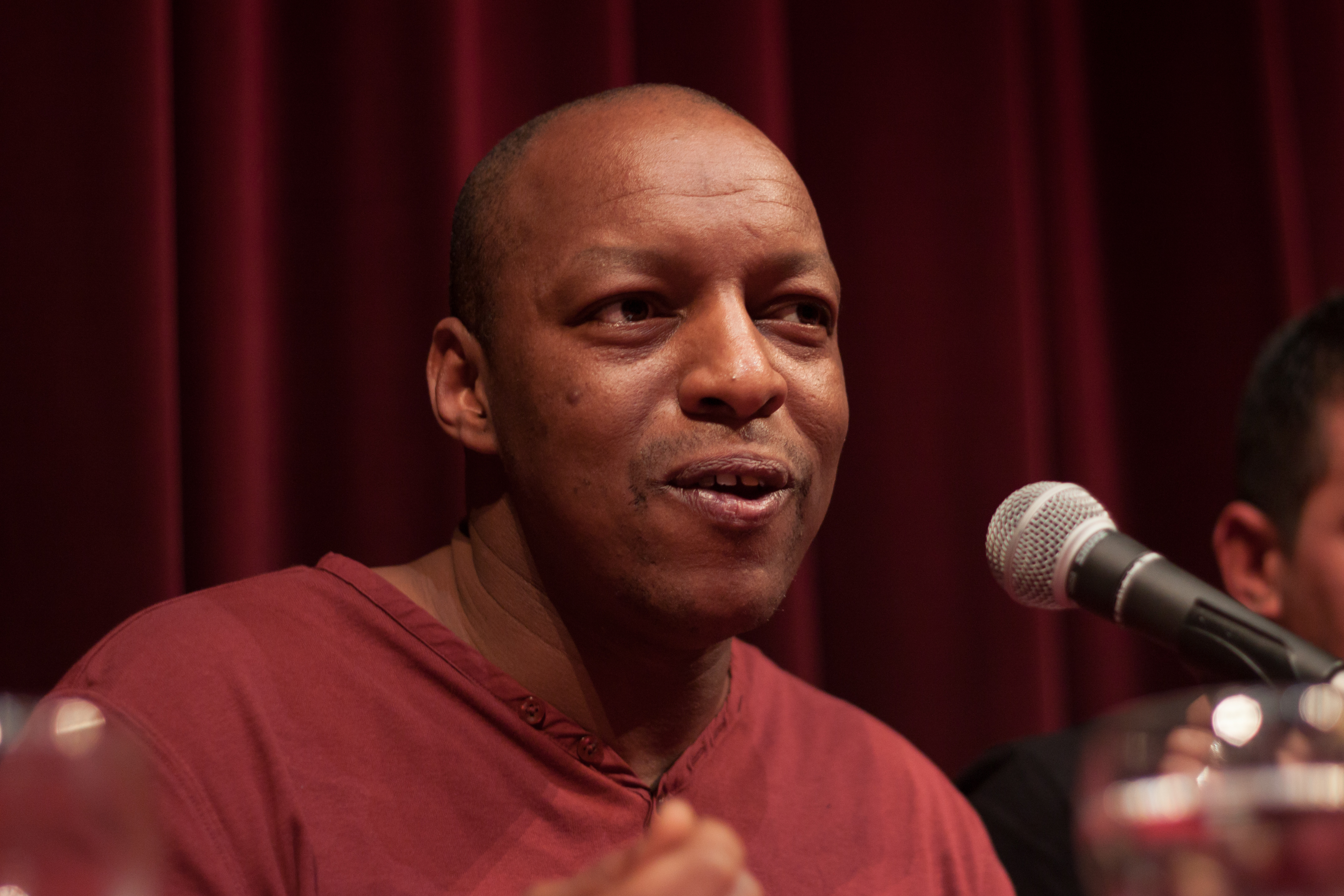
Oxmo Puccino
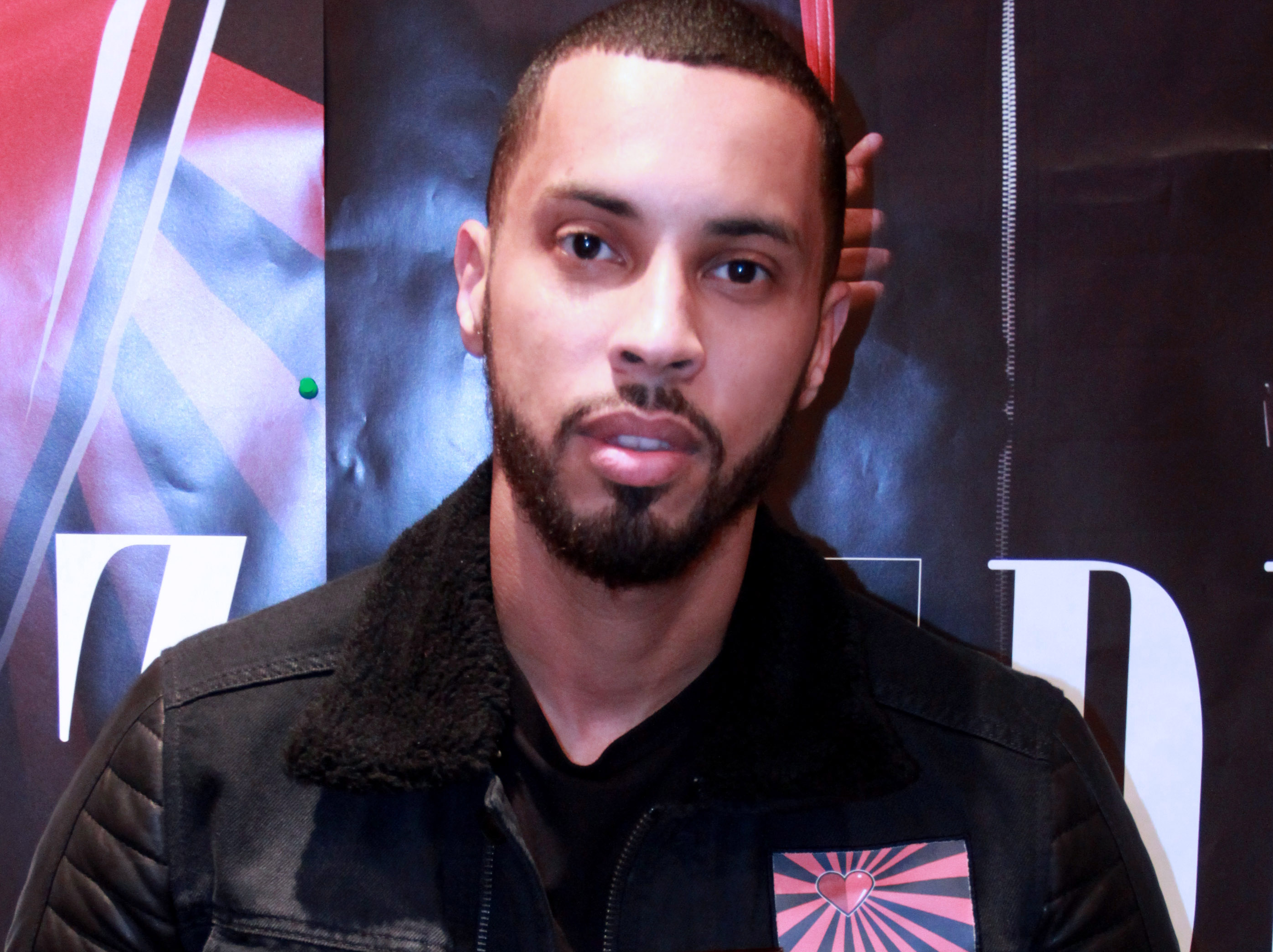
Disiz
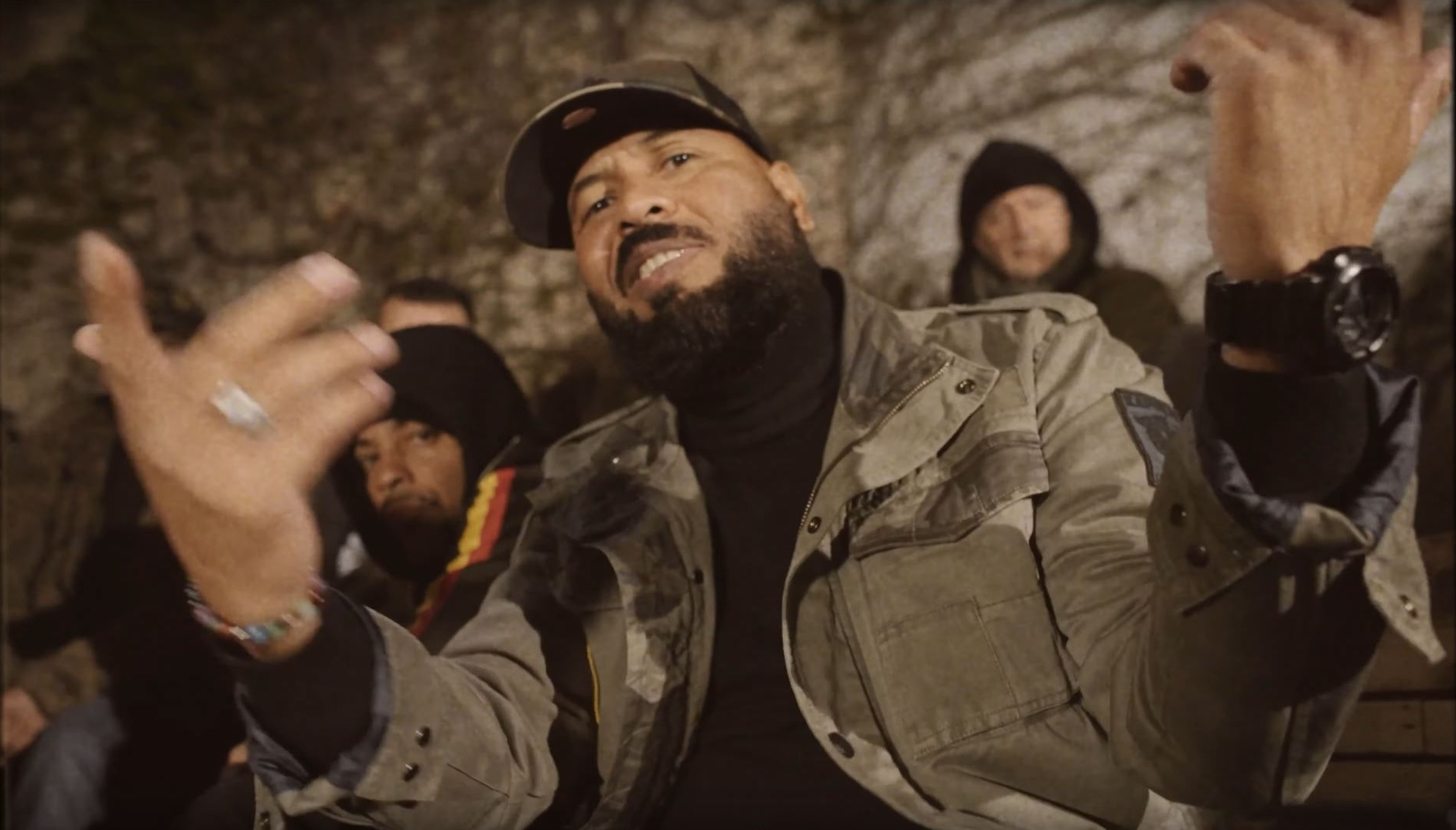
Faf Larage
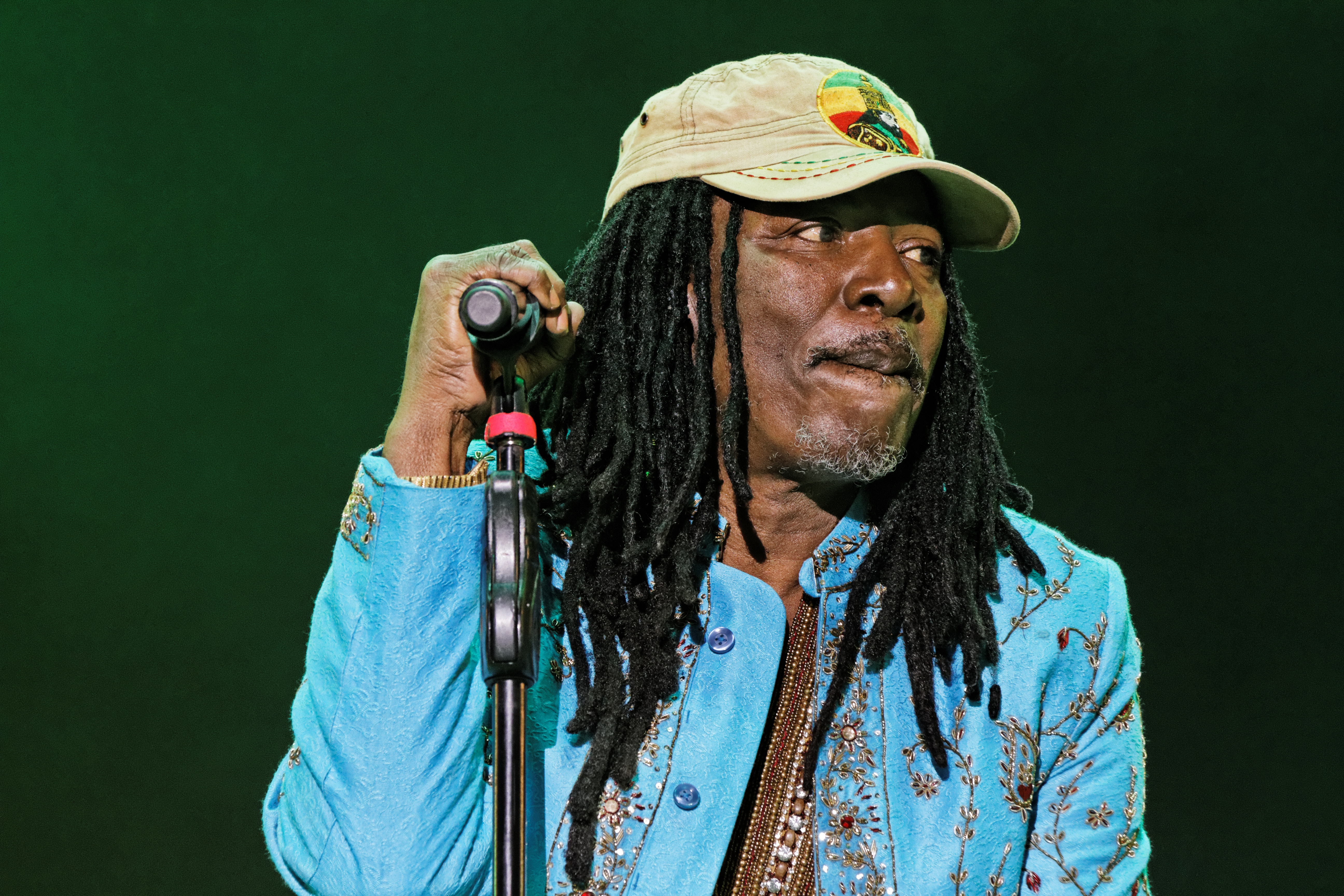
Alpha Blondy
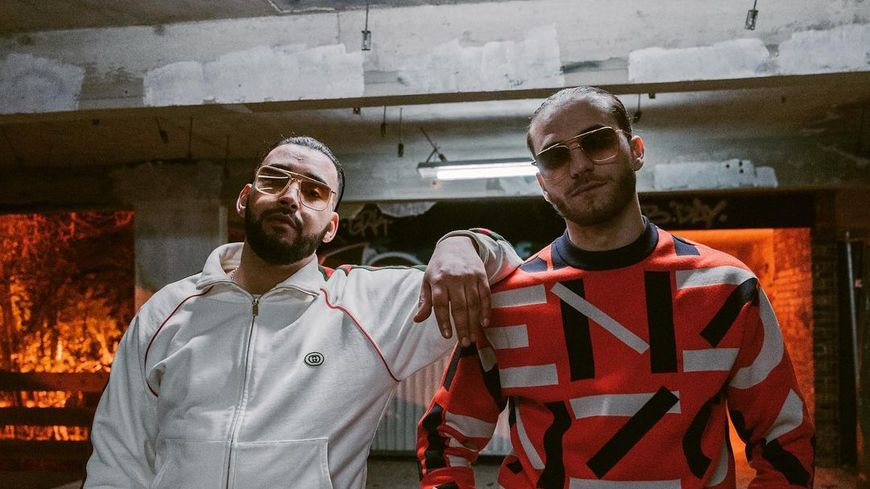
DTF
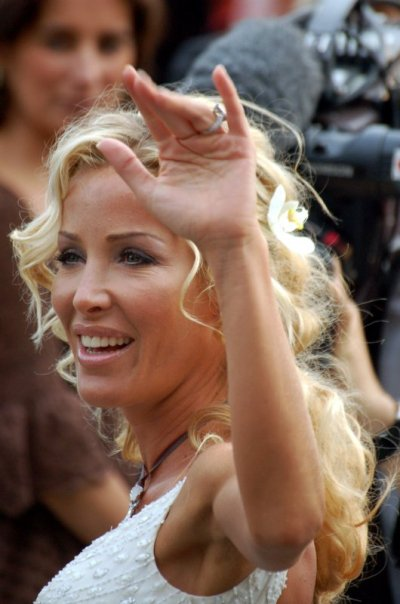
Ophélie Winter

- 2000 : La Troupe, La fête des fous (Scorpio Music / ULM / Universal Music France)
- 2002 : Chicken Boubou feat Teddy Corona d'Idéal J, Pas 2 porc (Hostile Records / EMI Music)
- 2002 : Cut Killer, Les Chicken News - 1 son 2 rue (HH Productions / Universal Music France)
- 2002 : : Philémon, L'Origin'old (Soulstice Musc)
- 2003 : Chicken Boubou feat Oxmo Puccino, Ramène les pizzas (Musicast)
- 2005 : Carry Yank, Toutes les douleurs du passé (Sephora Music)
- 2006 : Humphrey, Senorita (Columbia / Sony Music Entertainment)
- 2006 : Eilijah feat Disiz, Rien qu'entre nous (Polydor / Universal Music France)
- 2007 : Alpha Blondy, Demain t'appartient (Mediacom / Nocturne)
- 2007 : Les Frères Jordiers, Un monde sans le Père (Battery Sound / Sephora Music)
- 2008 : Piero Battery feat Faf Larage, Lève-toi (Battery Sound)
- 2009 : Ophélie Winter, Sunshine (remix), (Double You Entertainment)
- 2011 : Kamel Shadi, Chez moi (Smart / Sony Music Entertainment)
- 2011 : Chicken Boubou, Hallal Hallal (La Troupe)
- 2012 : Julia Channel : Free (versions anglaise et française), (Black Sheep records)
- 2012 : Mademoiselle Eferie, On m'avait dit (Urban Music Tour / Believe Digital)
- 2012 : Amadeus, Auprès d'une autre (Urban Music Tour)
- 2013 : Jack Flaag, Hero Persup (Urban Music Tour)
- 2016 : Negwhite Major, I Like This Way (Urban Music Tour / Believe Digital)
- 2016 : Yvano, Move it (Urban Music Tour / Believe Digital)
- 2017 : DTF Elle a (QLF Records / Musicast)
- 2018 : Piero Battery, La Tentation (Battery Sound / Believe Digital)
- 2019 : Piero Battery, Oh my God ! (Battery Sound / Believe Digital)
- 2022 : Yvano, Femme traditionnelle, (Virgin Music Africa / Universal Music Africa)
- 2023 : Yvano, Fils du 13e peuple (Virgin Music Africa / Universal Music Africa)
- 2023 : Mezydream, Départ (Virgin Music Africa / Universal Music Africa)
- 2023 : MMK Martine, Gratitude, (Virgin Music Africa / Universal Music Africa)
- 2024 : Michel Noah Trio, Ma forêt-live trio 2023 (Virgin Music Africa / Universal Music Africa)
- 2024 : Prospser Kambembo, Okokamba (Virgin Music Africa / Universal Music Africa)
- 2025 : Michel Noah Trio, Songs of my heart (Tonton Max / Believe)
- 2025 : Fabrice Cima, Mangoustan (Tonton Max / Believe)

## Spectacles vivants
- 2011 : Tremplin slam et spoken word Le Mans Cité Chanson
- 2011 : Mademoiselle Eferie, Mademoiselle rêve
- 2012 : Chicken Boubou, Hip Hop Comédy
- 2012 : Les Trophées des légendes urbaines
- 2013 : Snam City Rap

## Télévision

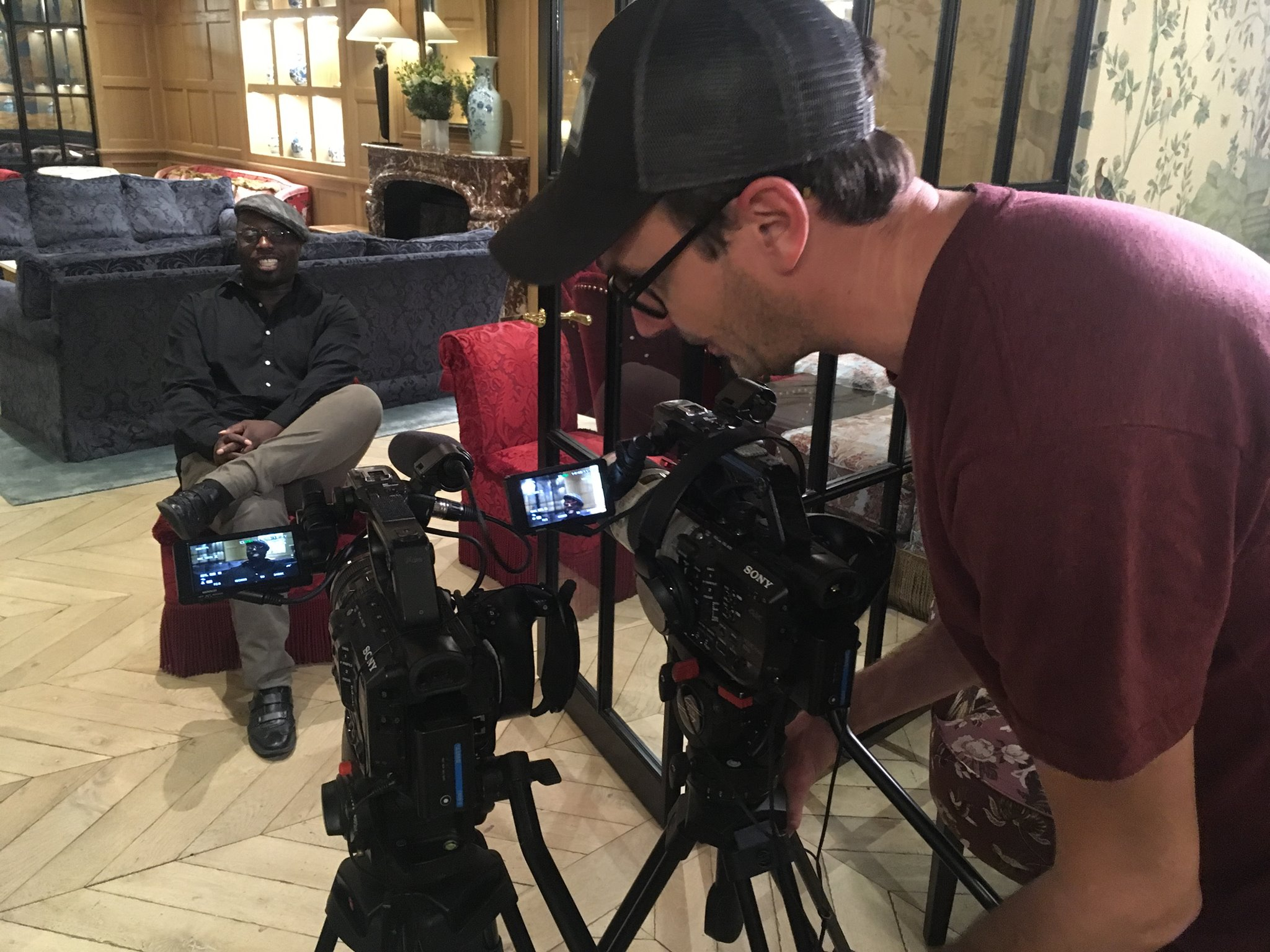
Michel Bampély lors de l'enregistrement du documentaire Black Panther Power en 2019

- 2008 : Ecriture et réalisation du thème de l'émission Comic Hall Stars (France 4)
- 2017 : Apparition dans le documentaire Les destins brisés du hip hop (France Télévisions)
- 2019 : Apparition dans le documentaire Black Panther Power (Canal +)
- 2025 : Apparition dans le documentaire Les Héritiers de Captain Africa de Xavier Fournier et Frédéric Ralière (Warner TV Next)[46]

## Distinctions
- 2009 : Second lauréat du tremplin slam Le Mans Cité Chanson
- 2010 : Premier prix Mozaïc du tremplin slam Le Mans Cité Chanson
- 2010 : Finaliste du tournoi Slam So What de Paris
- 2011 : Finaliste du tournoi de slam du festival Hip Opsession de Nantes